# Samea graviusalis
Samea graviusalis là một loài bướm đêm trong họ Crambidae.